# J.W. Krause (murermester)
 Der er flere personer med dette navn, se J.W. Krause.
J.W. Krause (flor. fra 1744, død ca. 1761) var en dansk murermester og bygmester.
J.W. Krause var hofmurermester og en af de mange dygtige håndværksmestre i København i 1700-tallet. Han udførte murerarbejde for Nicolai Eigtved ved dennes ombygning af Prinsens Palæ i 1745-46 samt for Laurids de Thurah ved dennes ombygning af slotsforvalterens hus nord for Prinsens Palæ i 1754. Krause gav 1761 tilbud på Civiletatens Materialgård, men døde, da bygningen skulle opføres. Hans enke fortsatte forretningen ved hjælp af svendene, som Johan Christian Conradi fik opsyn med. 
En Michael Krause ses også udnævnt til hofmurermester i 1740 og levede stadig i 1756. Måske er der tale om en bror.